# Oleguer (nom)
Oleguer és un nom propi masculí d'origen germànic que vol dir "el que domina amb la seva força i la seva llança". El dia del seu santoral (Sant Oleguer) és el 6 de març.

## Oleguer en diferents llengües
- Llatí: Ollegarius, Oligarius
- Alemany: Oleguer (Heiliger)
- Castellà: Olegario (hi ha també forma femenina: Olegaria)
- Anglès: Olegarius
- Polonès: Olegariusz

## Onomàstica
- Oleguer de Barcelona, bisbe de Barcelona i arquebisbe de Tarragona
- Oleguer Junyent i Sans, pintor i escenògraf
- Oleguer Miró i Borràs, metge
- Oleguer Presas i Renom, futbolista
- Oleguer Sarsanedas i Picas, periodista i escriptor